# طقسوس برقوقي هارنغتوني
الطقسوس برقوقي الهارنغتوني أو صنوبر ذيل البقرة أو الزرنب البرقوقي الهارنغتوني أو الطقسوس الروؤيسي الهارنغتوني (الاسم العلمي:Cephalotaxus harringtonii) هو نوع من النباتات يتبع جنس الطقسوس البرقوقي من الفصيلة الطقسوسية. سمي هذا النوع تخليداً لذكرى إيرل هارينغتون الذي قدم عينة لدوق بيدفورد وعلى أساسها أطلق جيمس فوربس الاسم. تم وصف هذا النوع من النبات علمياً لأول مرة من قبل جوزيف نايت (Knight) وكارل هينريش كوخ (K.Koch) وجيمس فوربس (J.Forbes) سنة 1873. وهو النوع النموذجي لجنسه.